# Randy Schekman
Randy Wayne Schekman (* 30. prosince 1948 Saint Paul, Minnesota) je americký buněčný biolog a biochemik na Kalifornské univerzitě v Berkeley a v období 2006–2011 šéfredaktor Proceedings of the National Academy of Sciences, oficiálního časopisu Národní akademie věd. V roce 2011 bylo uvedeno, že se stane editorem otevřeného časopisu eLife, vydávaného od roku 2012 Lékařským institutem Howarda Hughese, Společností Maxe Plancka a trustem Wellcome.
Roku 1992 byl zvolen členem Národní akademie věd. V roce 1999 pak zastával funkci prezidenta Americké společnosti pro buněčnou biologii. Společně s Jamesem Rothmannem obdržel roku 2002 Laskerovu cenu. Opět s Rothmanem a také s Thomasem Südhofem se v roce 2013 stal laureátem Nobelovy ceny za fyziologii nebo lékařství, když byl oceněn jejich přínos na poli poznání mechanizmu regulace vezikulárního transportu.

## Vzdělání
Bakalářský stupeň vysokoškolského vzdělání získal v roce 1971 na Kalifornské univerzitě v Los Angeles v oboru molekulární biologie (B.A.). Třetí ročník strávil na studijním výměnném pobytu na skotské Univerzitě v Edinburghu.
Postgraduální studium biochemie dokončil roku 1974 na Stanfordově univerzitě (Ph.D.), když se pod vedením nositele Nobelovy ceny Arthura Kornberga zabýval výzkumem replikace DNA.

## Vědecká činnost
V letech 1974–1976 strávil postdoktorální pobyt v laboratoři Kalifornské univerzity v San Diegu, která se soustředila na buněčnou membránu v savčích buňkách. Od roku 1976 působí na Kalifornské univerzity v Berkeley, konkrétně pracuje v Ústavu molekulární a buněčné biologie Biochemické sekce univerzity v Berkeley (Division of Biochemistry and Molecular Biology, Department of Molecular and Cell Biology at the University of California, Berkeley). Ve své laboratoři provádí výzkum membránových procesů na molekulární úrovni a věnuje se také vezikulárnímu transportu v eukaryotických buňkách a u jednobuněčných mikroorganismů kvasinek. Dříve také na Kalifornské univerzitě přednášel. V roce 1984 se habilitoval a o pět let později získal řádnou profesuru v oborech molekulární a buněčná biologie. 
Od roku 1991 je také členem Lékařského institutu Howarda Hughese (Howard Hughes Medical Institute) v marylandském Chevy Chase

## Výběr ocenění
- 1987: Cena Eliho Lilly v mikrobiologii a imunologii
- 1992: člen Národní akademie věd Spojených států amerických
- 1994: Gairdner Foundation International Award
- 1994: Rosenstielova cena
- 2000: člen American Academy of Arts and Sciences
- 2002: Cena Alberta Laskera za základní výzkum v lékařství (spoludržitel James Rothman)[19]
- 2002: Cena Louisy Gross Horwitzové (spoludržitel James Rothman)
- 2005: Keith R. Porter Lecture
- 2008: Dicksonova cena v lékařství[20]
- 2010: Massryho cena[21]
- 2010: Medaile E. B. Wilsona
- 2013: zahraniční člen Královské společnosti[22]
- 2013: Medaile Otto Warburga
- 2013: Nobelova cena za fyziologii nebo lékařství (spoludržitelé Thomas Südhof a James Rothman)